# ألكسندرا تافيرنيه
ألكسندرا تافيرنيه (من مواليد 13 ديسمبر 1993) هي لاعبة رمي مطرقة فرنسية، احتلت المركز السادس في بطولة أوروبا لألعاب القوى 2014. فازت بميداليات ذهبية في بطولة أوروبا تحت 23 سنة 2015 وبطولة العالم للناشئين 2012.
تنافست الفرنسية ألكسندرا يوم الأحد 04 أغسطس 2024 في سان دوني، فرنسا، في تصفيات حدث رمي المطرقة للسيدات في دورة الألعاب الأولمبية الصيفية 2024، ولم تتمكن من تجاوز مرحلة التصفيات بعد ثلاث محاولات خاطئة.